# Erik Wirén

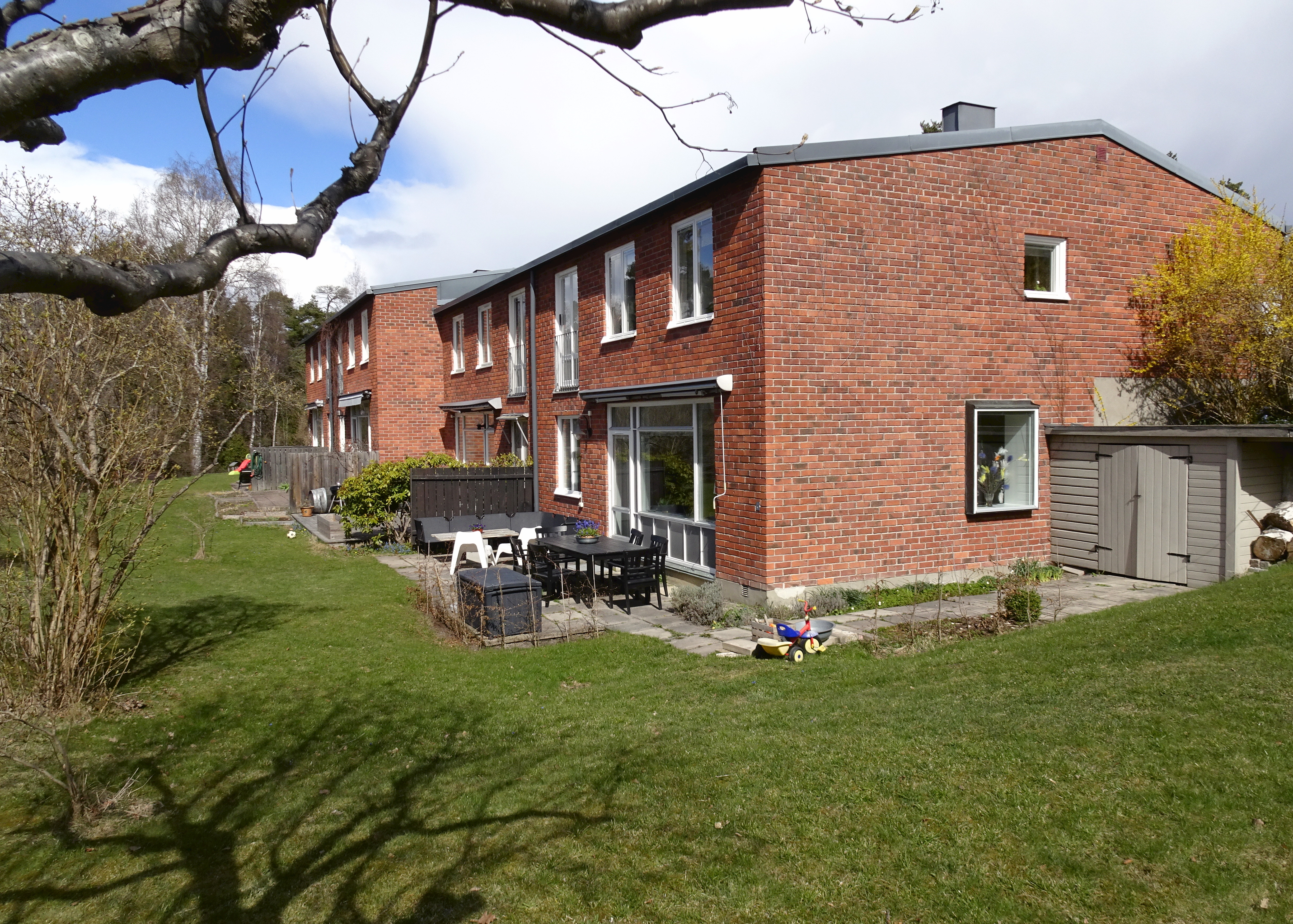
Radhus vid Järvsögränd 3-9, Vällingbyhöjden.

Erik Torsten Wirén, född 11 augusti 1925 i Ludvika, död 21 september 2016 i Farsta, var en svensk arkitekt.
Wirén, som var son till bryggmästare Torsten Wirén och Signe Johansson, avlade studentexamen i Örebro 1944 och utexaminerades från Kungliga Tekniska högskolan 1950. Han var anställd hos Backström & Reinius Arkitekter AB 1950–1954, hos AB Stockholms Spårvägar 1954–1956, var chef för Kooperativa förbundets arkitektkontors stadsplaneavdelning 1961–1962 och verkställande direktör för AB Näringslivets Planinstitut (NPI) från 1964. Han var även delägare i Nilsson-Sundberg-Wirén Arkitektkontor AB från 1955. Han var senare adjungerad professor i regionalplanering vid Kungliga Tekniska högskolan.
Wirén var expert i lokaliseringsutredningen för statlig verksamhet 1960–1963 och ledamot av expertgruppen för regional utredningsverksamhet (ERU) från 1965. Han var arkitekt för Stockholms tunnelbanas innerstadsstationer 1954–1956, skrev artiklar om stadsplanefrågor i fackpress och medverkade i skönlitterära antologier.
Han är gravsatt i minneslunden på Skogskyrkogården i Stockholm.